# Symmacra inobtrusa
Symmacra inobtrusa là một loài bướm đêm trong họ Geometridae.